# Papiamentu
Papiamentu oder Papiamento ist eine Kreolsprache mit circa 263.000 Sprechern, die in der Karibik auf den zum Königreich der Niederlande gehörigen ABC-Inseln (Aruba, Bonaire und Curaçao) leben. Auf den übrigen niederländischen Inseln in der Karibik, Sint Eustatius, Sint Maarten und Saba, spricht die überwiegende Mehrheit der Bevölkerung Englisch.

## Sprachbezeichnung
Papiamentu gehört zu den Kreolsprachen.
Der Wortschatz des Papiamentu setzt sich größtenteils aus spanischen (60–65 %), portugiesischen (15–20 %) und niederländischen (10–15 %) Einflüssen zusammen. Sowohl die Schreibweise Papiamentu als auch Papiamento, mit der ursprünglich portugiesischen Endung auf -o, die genauso ausgesprochen wird, sind legitim und richtig. Der Name der Sprache der „ABC-Inseln“ Aruba, Bonaire und Curaçao geht auf das portugiesische Verb „papear“ zurück, was „plaudern“ bedeutet.
Ähnlich wurde in Suriname die dortige Kreolsprache Sranan oft abwertend als Taki-Taki bezeichnet, was so viel wie „Blabla“ bedeutet. Beide Begriffe spiegeln eine geringe Wertschätzung dieser Sprachen wider, die als einfacher Plauderton oder bedeutungsloses Gerede betrachtet wurden. Dennoch sind Papiamentu und Sranan so verschieden, dass sich die Sprecher der jeweiligen Sprache gegenseitig nicht verstehen. Heute genießt Papiamentu jedoch eine deutlich höhere Wertschätzung, da es als Ausdruck kultureller Identität und Stolz der Bevölkerung auf den ABC-Inseln gilt. Es wurde standardisiert und ist auf Curaçao und Aruba sogar als Amtssprache anerkannt, was seine Bedeutung als vollwertige Sprache unterstreicht.

## Ursprung des Papiamentu
Papiamentu entstand auf Curaçao während der zweiten Hälfte des 17. Jahrhunderts. Erst 1700 wurde die Sprache auf die Inseln Bonaire und Aruba transferiert. Die eigentliche Entwicklung des Papiamentu beginnt erst mit der Besiedelung Curaçaos durch die Niederländer und der Etablierung des größten Marktes für aus Afrika entführte Sklaven im karibischen Gebiet. Als Grund für seine Herausbildung wird die restriktive Sprachpolitik der niederländischen Kolonialverwaltung angesehen, die die Ausbreitung ihrer eigenen niederländischen Sprache in den Kolonien bremste. Die Sklaven durften kein Niederländisch lernen und die Plantagenbesitzer wohnten relativ isoliert von den Zwangsarbeitern. Der Bedarf für eine gemeinsame Sprache war groß, weil sie aus verschiedenen Gebieten in Westafrika stammten.
Der Erste, der Papiamentu erwähnt hat, war der böhmische Jesuit Michael Schabel, der auf dem Weg von Venezuela nach Amsterdam auf Curaçao drei Tage lang (3.–6. August 1698) auf sein Schiff warten musste und später (1705) der erste jesuitische Seelsorger auf der Insel wurde. Schabel stellte fest, dass die schwarze Bevölkerung „eine Art verballhorntes Spanisch“ sprach. Die Jesuiten beauftragten ihre Missionare, die Landessprache zu lernen. Für Schabel war das noch Spanisch (die Sprache des zuständigen Bischofs in Venezuela) und Niederländisch, die Sprache der Inselverwaltung.  Ehe das gerade entstehende Papiamentu als Sprache wahrgenommen würde, sollte es noch ca. 30 Jahre dauern. Das geschah durch einen Nachfolger Schabels, siehe weiter unten im Absatz Papiamentu in Religion und Kultur.
Das Papiamentu ist das Ergebnis des Kontaktes zwischen folgenden unterschiedlichen Bevölkerungsgruppen:
- Afrikanische Sklaven, die vor allem afrikanische Sprachen beherrschten und eventuell ein afro-portugiesisches Pidgin sprachen
- Niederländer und andere Europäer, Sprecher von Niederländisch, Deutsch und anderen europäischen Sprachen.
- Sephardische Juden, die Ladino, Portugiesisch und/oder Spanisch bzw. auch andere iberoromanische Dialekte sprachen.

Später wurde Papiamentu immer mehr auch zur Verkehrssprache zwischen den aus Europa stammenden Protestanten und Juden und löste das Niederländische als Sprache des öffentlichen Lebens weitgehend ab. Der Autor Frank Martinus Arion, der sich für das Papiamentu einsetzt, nimmt an, dass die Sprache aus dem Primärdialekt „Guene“, einem portugiesischen Pidgin, entstand, das durch die afrikanischen Sklaven benutzt wurde. Einen bedeutenden Anteil an der Sprachentwicklung hatte die jüdisch-portugiesische Bevölkerung der niederländischen Kolonien. Sie war ursprünglich aus dem brasilianischen Pernambuco geflohen.
Im 19. Jahrhundert erfuhr das Papiamentu eine Hispanisierung des Wortschatzes, da das Spanische durch die katholische Mission, zahlreiche lateinamerikanische Emigranten und insbesondere durch die Nähe zum spanischsprachigen Festland immer mehr an Bedeutung gewann. Der portugiesische Einfluss hingegen geht immer mehr zurück.
Bis zum heutigen Tag gibt es verschiedene Theorien, um den ungewöhnlich starken iberoromanischen Charakter des Papiamentu zu erklären. Mögliche Quellen des (afro)portugiesischen Elementes dieser Kreolsprache sind:
- Die afrikanischen Sklaven, die ein afroportugiesisches Pidgin oder Kreol beherrschten,
- Niederländer und sephardische Juden, die nach dem Ende von Niederländisch-Brasilien (1654) nach Curaçao kamen.
- Sepharden aus Spanien und Portugal, deren Sprache Ladino war.

Es wurde festgestellt, dass während der Zeit der Herausbildung des Papiamentu die spanischen Elemente vor allem durch die sephardischen Juden beigesteuert wurden. Diese Bevölkerungsgruppe wurde ab 1492 durch die katholischen Könige aus Spanien und Portugal vertrieben und siedelte sich unter anderem auf den ABC-Inseln an. Es hat sicherlich auch einen Beitrag der venezolanischen Priester gegeben. Der Einfluss des Kastilischen ist teilweise noch da, hauptsächlich durch die Medien. Da es aber keine nennenswerte legale Einwanderung von Spanischsprechern gibt, hat das Papiamentu seinen eigenständigen Charakter bemerkenswert beibehalten.

## Sprachgenese
Bei kaum einer Sprache sind sich Forscher so uneinig, was ihre Entstehung betrifft, wie bei Papiamentu. Es gibt im Wesentlichen drei Theorien, wie die Sprache entstanden ist:
1. Monogenetische Hypothese:
Diese Theorie glaubt, dass alle Kreolsprachen, also auch Papiamentu, aus einem „afroportugiesischen Protokreol“ (APPK) hervorgegangen sind. In den Küstengebieten Westafrikas entwickelte sich dieses APPK aufgrund der jahrzehntelangen Handelskontakte zwischen den Portugiesen und den Afrikanern. Später wurden die portugiesischen Merkmale zum Teil durch französische, spanische, englische beziehungsweise niederländische Elemente und Worte ersetzt. Dadurch entstanden die verschiedenen Kreolsprachen der Karibik. Dazu gehören neben Papiamentu auch Jamaika-Englisch, Haiti-Französisch sowie Spanisch-Kreol auf Kuba, in Venezuela und Kolumbien.
2. Polygenetische Hypothese:
Bei dieser Theorie wird angenommen, dass jede Kreolsprache ausschließlich von anderen unabhängig aus einer europäischen Sprache entstanden ist. So sei Papiamentu aus dem Spanischen/Portugiesischen beziehungsweise anderen iberischen Sprachen entwickelt worden.
3. Die dritte Hypothese
behauptet, dass Papiamentu auf einer spanischen Grundlage mit einem portugiesischen Substrat entstanden ist. Sowohl Papiamentu, als auch die Kreolsprachen Palenquero-Spanisch (Kolumbien) und Bozal-Spanisch (Kuba, Puerto Rico) sind aus diesem Protokreol im 16. und 17. Jahrhundert entstanden.

Momentan gewinnt allerdings eine vierte Hypothese Popularität, laut welcher das Papiamentu ein relexifizierter Ableger einer frühen Varietät der Kreolsprache Oberguineas ist, wie es auf den Kapverdischen Inseln und in Guinea-Bissau und Casamance gesprochen wird (vgl. Jacobs 2009).

## Lexik des Papiamentu
So uneinig sich die Forscher bei der Entstehung des Papiamentu sind, so sind sie sich aber sicher, dass zwei Drittel des Wortschatzes iberoromanischen Ursprungs sind, also aus dem Portugiesischen oder aus dem Spanischen stammen.
Zu 28 Prozent besteht Papiamentu aus niederländischen und zu sechs Prozent aus Wörtern anderen Ursprungs wie etwa Englisch und Französisch.
Der hohe Anteil der niederländischen Wörter beweist den gemischten Charakter des Papiamentu. Vereinzelt trifft man in Papiamentu auf afrikanisches Wortmaterial und auf Wörter indigener Sprachen. Die Wörter afrikanischen Ursprungs sind meist im Bereich der Ernährung, der Fauna angesiedelt oder direkt mit der afrikanischen Kultur verbunden. Natürlich gibt es den Wortschatz betreffend Unterschiede zwischen den Inseln: Ist der Einfluss des Niederländischen auf Curaçao am stärksten, so ist es der des Spanischen auf Aruba. Bei den Wörtern mit iberoromanischem Ursprung ist es meist schwer zu bestimmen, aus welcher Varietät sie entlehnt wurden, da sich die Sprachen der iberischen Halbinsel im 17. Jahrhundert, als sich das Papiamentu ausbildete, noch näher standen, als das heute der Fall ist.
Von den iberoromanischen Wörtern sind etwa 60 Prozent entweder spanisch oder portugiesisch, 25 Prozent eindeutig spanisch und vier Prozent eindeutig portugiesisch. Ein geringer Anteil stammt aus dem Galicischen oder könnte aus allen drei Sprachen entstammen.
| Deutsch             | Portugiesisch            | Papiamentu      | Guineabissauisches Kreol | Kapverdisches Kreol* **    | Spanisch         | Niederländisch                                                                      |
| ------------------- | ------------------------ | --------------- | ------------------------ | -------------------------- | ---------------- | ----------------------------------------------------------------------------------- |
| Willkommen          | Bem-vindo                | Bon biní        | Bô bim drito             | Bem-vindo***               | Bienvenido       | welkom                                                                              |
| Guten Tag           | Bom dia                  | Bon dia         | Bon dia                  | Bon dia                    | Buenos días      | Goedendag                                                                           |
| Danke               | Obrigado                 | Danki           | Obrigadu                 | Obrigadu                   | Gracias          | Dank u                                                                              |
| Wie gehts dir?      | Como vais?               | Kon ta bai?     | Kumá ku bo na bai?       | Módi ki bu sa ta bai?      | ¿Cómo estás?     | Hoe gaat het met jou?                                                               |
| sehr gut            | Muito bom                | Mashá bon       | Mutu bon                 | Mutu bon                   | Muy bien         | Zeer goed                                                                           |
| mir gehts gut       | Eu estou bom/bem         | Mi ta bon       | N' sta bon               | N sta dretu                | Yo estoy bien    | Het gaat goed met me                                                                |
| ja, ich bin         | Sim, eu estou            | Si, mi ta       | N', mi i                 | N, mi e                    | Sí, yo estoy     | Ja, ik ben                                                                          |
| hab einen guten Tag | Passa um bom dia         | Pasa un bon dia | Pasa un bon dia          | Pasa un bon dia            | Pasa un buen dia | Een prettige dag verder                                                             |
| sehe dich später    | Vejo-te depois, até logo | Te aweró        | N' ta odjá-u dipus       | N ta odjâ-u dipôs, Te lógu | Te veo después   | Tot ziens                                                                           |
| Essen               | Comida                   | Kuminda         | Bianda                   | Kumida                     | Comida           | Voedsel                                                                             |
| Brot                | Pão                      | Pan             | Pon                      | Pon                        | Pan              | Brood                                                                               |
| Saft                | Suco, Sumo               | Djus            | Sumu                     | Sumu                       | Zumo / Jugo      | Sap (wobei z. B. für Orangensaft auch das französische jus d’orange verwendet wird) |
| ich liebe Curaçao   | Eu gosto de Curaçao      | Mi stima Kòrsou | N' gosta di Curaçao      | N gosta di Curaçao         | Yo amo Curazao   | Ik hou van Curaçao                                                                  |

*Variante des Kreolisch von Santiago
**Schreibweise dieses Beispiels: ALUPEC
***Portugiesischer Ausdruck, der im Kreolischen benutzt wird.

## Grammatik
Die Grammatik des Papiamentu weist alle für Kreolsprachen typischen Merkmale auf: Einfachheit, Konsequenz sowie nur selten Unregelmäßigkeiten:
- Subjekt und Prädikat bleiben immer gleich: Mi ta lesa – Ich lese; Mi ta lesa? – Lese ich?; Awe mi ta lesa – Heute lese ich.
- Verben werden nie konjugiert, sondern von einer Zeit- und Aspektpartikel begleitet: Mi ta lesa – Ich lese; Bo ta lesa – Du liest; Nos ta lesa – Wir lesen usw.
- Das Geschlecht wird nicht unterschieden: feminin = maskulin = neutrum.
- Pluralbildung durch Anhängung des Pronomens der 3. Person Plural (nan): kos – kosnan; yu – yunan (außer bei Zahlwörtern: 4 kos, 2 yu)

Papiamentu ist eine tonale Sprache, Tonhöhe und Akzentuierung sind bedeutungsunterscheidend:
- Brua (Ton: tief-hoch) = verwirren
- Brua (Ton: hoch-tief) = schwarze Magie
- Bruá (Ton: tief-hoch) = verwirrt, verrückt (Partizip Perfekt)

## Unterschiede zwischen Papiamentu und anderen Kreolsprachen
Am auffälligsten unterscheidet sich die Kreolsprache der ABC-Inseln von den anderen durch ein außergewöhnlich hohes Prestige und die große Akzeptanz des Papiamentu in allen Kontexten und Gesellschaftsschichten.
Ihr Prestige stieg umso mehr, als im Laufe der Zeit alle Bevölkerungsschichten das Papiamentu als Umgangssprache verwendeten.
Unter anderem aus diesem Grund verfügt die Sprache über eine ungewöhnlich lange und intensive literarische Tradition.
Auch wirtschaftliche Faktoren müssen beachtet werden:
Auf den ABC-Inseln findet man einen in der Region einmaligen Lebensstandard vor. Dieser ist auch seiner Lage vor der Küste des Erdölproduzenten Venezuela zu verdanken, dessen Produkte teilweise auf Aruba raffiniert wurden. Auf Curaçao geschieht das noch heute. Das größte natürliche Innenhafenbecken der westlichen Hemisphäre ist für Curaçao ebenfalls ein sehr positiver Faktor. In den letzten Jahren ist für die Inseln der wachsende Tourismus sehr wichtig geworden. Das Bildungsniveau wurde ständig verbessert, die Analphabetenquote ist im Vergleich zu anderen karibischen Inseln niedrig. Jedoch haben die Inseln noch mit Arbeitslosigkeit und Drogenkriminalität zu kämpfen.
Ein weiterer Faktor, der zur wirtschaftlichen Stabilität beiträgt, ist das Verhältnis zum Mutterland. Als autonomer Teil des Königreichs der Niederlande hatten die ABC-Inseln einen leichteren Stand als andere karibische Staaten, wie z. B. Haiti, die sich für die Unabhängigkeit entschieden.
Positiv auf die Entwicklung des Papiamentu wirkt sich auch das wachsende Interesse internationaler Linguisten für diese Sprache aus, die allesamt von einer „bemerkens- und förderungswerten Varietät“ sprechen. Das Papiamentu befindet sich also in einer Phase des Ausbaus.

## Sprachsituation
| Insel          | Papiamentu | Englisch | Niederländisch | Spanisch | Sonstiges |
| -------------- | ---------- | -------- | -------------- | -------- | --------- |
| Aruba (2001)   | 69,4       | 8,1      | 6,1            | 13,2     | 3         |
| Bonaire (2013) | 63,8       | 4,5      | 15,8           | 15,2     | 1,2       |
| Curaçao (2011) | 78,6       | 3,5      | 9,4            | 6        | 2         |

### Papiamentu in Religion und Kultur
Papiamentu war und ist Sprache der katholischen Kirche. Die kalvinistische Führung der Niederländischen Westindien-Kompanie brauchte katholische Geistliche, um ihre Sklaven zu taufen und sie die christliche Gehorsamkeit zu lehren, ohne dafür mit ihnen in einer Kirche sitzen zu müssen. Außerdem sollten die meisten Sklaven aufs katholische lateinamerikanische Festland weiterverkauft werden, und diese Sklaven mussten daher erst recht katholisch sein. Die Sklaven wurden also alle katholisch getauft. Seit Schabel waren die katholischen Missionare einige Zeit Jesuiten, die der Landessprache große Bedeutung beimaßen. Der erste Missionar, der Papiamentu sprach, war der Jesuit Cornelis Cloots, geb. 1. Januar 1695 in Amsterdam, der von 1728 bis zu seinem Tod 1734 Seelsorger auf Curaçao war.
Die Missionare übersetzten neben Katechismen auch Bibelkapitel und religiöse Schullehrbücher, um für die rasche Verbreitung des Glaubens und eine den kirchlichen Moralvorstellungen entsprechende Bildung zu sorgen (was bei den Sklaven unter den Gläubigen allerdings kaum möglich war). 88 % der Bevölkerung der ABC-Inseln sind auf diese Weise katholisch geworden, doch auch von den anderen Glaubensgemeinschaften wird heute hauptsächlich das Papiamentu als religiöse Sprache verwendet.
So waren es besonders katholische Schriften, wie etwa Übersetzungen von Teilen der Bibel und anderer Glaubensbücher, die den ersten Schritt zur Literatur auf Papiamentu bahnten.
Das erste Werk, das auf Papiamentu erschien, war ein Katechismus aus dem Jahre 1825.
Seit den 1940er Jahren wird Papiamentu auch auf kulturellem Gebiet verwendet.
Seien es Tänze, Musik oder Theater, die Literatur oder die Medien – Papiamentu dominiert.
Sämtliche literarische Werke werden auf Papiamentu geschrieben. Aufgrund des größeren Marktes werden Romane aber zumeist in niederländischer Sprache verkauft.
Besonders erwähnenswert ist der Autor Pierre Lauffer mit seinem Lyrikwerk Patria (1944) und die erste literarische Zeitschrift Simadan aus den 1950er Jahren. In dieser Zeit intensivierte sich auch die Aktivität des Theaters und literarische Gruppen entstanden auf den Inseln.
Seit den 1980er Jahren wird durch offizielle Programme versucht, das literarische Schaffen zu fördern und besonders Publikationen von Literatur für Kinder anzuregen.

### Papiamentu im medialen Bereich
Obwohl Niederländisch die offizielle Sprache der ABC-Inseln ist, bestehen auf den drei Inseln, neben drei niederländischsprachigen Zeitungen, mehr als zehn auf Papiamentu. Außerdem gibt es rund 20 Radiostationen, wovon allerdings nur eine vollständig auf Niederländisch sendet. Die jeweiligen TV-Stationen, von denen es eine pro Insel gibt, senden hauptsächlich auf Papiamentu. Niederländisch wird in erster Linie als „Minderheitenprogramm“ gesendet. Papiamentu ist die Sprache der Volksvertretungen. Das bisher noch immer als Amtssprache geltende Niederländische wird auf den ABC-Inseln „freiwillig“ kaum bis überhaupt nicht mehr verwendet, außer im Umgang mit europäischen Niederländern. Dies gilt in besonderem Maße für Bonaire, wo besonders als Folge von Zuwanderung von Rentnern der Anteil der niederländischsprachigen Bevölkerung 16,1 % beträgt.
Im Vergleich zu anderen Kreolsprachen ist Papiamentu trotz seiner viel geringeren Sprecherzahl besser und häufiger im Internet präsent, was wohl nicht zuletzt mit dem bei weitem höheren Lebensstandard zusammenhängen dürfte. Es gibt sowohl touristisch orientierte Webseiten, welche die Sprachen nur am Rande streifen, jedoch fast immer darauf hinweisen, dass auf den ABC-Inseln Papiamentu gesprochen wird. Es werden auch Ursprung und häufig auch wichtige Wörter und Phrasen des Papiamentu angeführt. Auf manchen Websites wird die Sprache allerdings nur als Dialekt bezeichnet. Neben den touristischen Internetseiten gibt es auch Zeitungen und andere offizielle Webseiten im Netz. Dadurch, dass jede Insel, jede Zeitung und zahlreiche Touristenzentren mit eigenen Seiten im Internet präsent sind, wird versucht, den Menschen das Papiamentu nahezubringen. Alles in allem bekommt man den Eindruck vermittelt, es mit einer weiter verbreiteten Sprache zu tun zu haben, als dass dies tatsächlich der Fall ist.
Obwohl Papiamentu die Muttersprache von rund 90 % der Bevölkerung auf den ABC-Inseln ist (auf Bonaire allerdings 60,2 %, siehe oben), bleibt Niederländisch weiterhin die einzige offizielle Sprache. Papiamentu ist aber in den Inselparlamenten als Amtssprache zugelassen. Die Sprache wird seit der 2. Hälfte des 19. Jahrhunderts in den gedruckten Medien verwendet. Mittlerweile verwenden alle Medien hauptsächlich Papiamentu. Das Niederländische bleibt weiterhin in der Verwaltung und im Schulwesen von Bedeutung. Die ABC-Inseln haben sich bislang nicht auf eine einheitliche Orthographie einigen können. In der Universität von Curaçao werden viele Studiengänge in englischer Sprache angeboten. Probleme ergeben sich auch aus der Tatsache, dass nicht einmal auf Curaçao die Verwendung der Sprache einheitlich ist. Im Gegensatz zu anderen Kreolsprachen befindet sich das Papiamentu aufgrund seiner stabilen Sprachstruktur nicht in einer Phase der Dekreolisierung. Das heißt, dass weder das Niederländische noch das Spanische eventuelle Ziele einer Sprachentwicklung sind. Obwohl Niederländisch lange Zeit die Sprache des Prestiges war, liegt Spanisch nicht nur geographisch gesehen, sondern auch was den Wortschatz betrifft, bedeutend näher. Viele Bewohner der ABC-Inseln haben schon im spanischsprachigen Ausland gearbeitet, die Kommunikation verläuft ohne nennenswerte Probleme. Papiamentu verfügt unter den Kreolsprachen der Karibik über eine beispielhafte Akzeptanz, die durch alle sozialen Schichten geht.

### Papiamentu in den Schulen
Auf den ABC-Inseln herrscht eine sehr komplexe politisch-administrative Situation. Für das Schulsystem verantwortlich war die zentrale Regierungsstelle der Niederländischen Antillen. Aruba bekam 1986 einen Sonderstatus (Status aparte). 2010 folgten Curaçao und Sint Maarten. Ihr Status ist vergleichbar mit dem der Bundesländer in Deutschland und Österreich, auch was die kulturelle Autonomie angeht. Saba, Sint Eustatius und Bonaire (auch bekannt als die BES-Inseln) wurden als „besondere Gemeinden“ ins „Mutterland“ eingegliedert unter dem Namen Karibische Niederlande. Administrative Verantwortung tragen außerdem noch die „Inselräte“ genannten Gemeinderäte. Deshalb kommt es öfters zu Unstimmigkeiten zwischen diesen Stellen.
Erst seit dem 19. Jahrhundert gab es überhaupt Bildungsmöglichkeiten für Kinder auf den Niederländischen Antillen. Die römisch-katholische Mission übernahm vor allem für die Kinder aus unteren sozialen Schichten die Erziehung. In diesen so genannten „folk schools“ erfolgte der Unterricht durch die Priester hauptsächlich auf Papiamentu. Allerdings wurde 1936 Papiamentu als Unterrichtssprache wieder verboten, weil die Niederländer wieder mehr politisches und ökonomisches Interesse an den Inseln entwickelten. Hauptgrund dafür war die Ansiedelung des Shell-Konzerns in den 1920er Jahren und in deren Folge die Einwanderung niederländischer Arbeitskräfte. Die Vorgabe der durchgehenden Verwendung des Niederländischen als Unterrichtssprache passte schlecht zu den sozialen Gegebenheiten: 95 % der Schüler waren nicht-niederländischstämmig und konnten bis zum Schuleintritt auch heute noch meist kein Wort Niederländisch. Das erste Schuljahr diente daher hauptsächlich dem Erlernen des Niederländischen. Es war unter Androhung von Strafe ausdrücklich verboten, während des Unterrichts Papiamentu zu sprechen, weil das als Hindernis beim Erwerb des Niederländischen angesehen wurde. Auf dem Pausenhof wurde das Sprechen von „Papiaments“ toleriert.
Bei Studien wurde festgestellt, dass – falls die Bildung auf Niederländisch erfolgt – sich bei den Schülern die produktiven Fähigkeiten erst viel später entwickeln und es auch bei der sprachlichen und kulturellen Orientierung der Kinder zu Problemen kommen kann. Gerade Kinder, die zu Hause nur Papiamentu sprechen und aus einer niedrigen sozialen Schicht kommen, waren in diesem Schulsystem zu Misserfolg verurteilt. Erfolgt der Unterricht hingegen auf Papiamentu, das die Muttersprache des Großteils der Schüler und Schülerinnen ist, können viele psychologische Konflikte vermieden werden.
1979 wurde das Gesetz für die Einführung von Papiamentu in der Grundschule beschlossen. Erst sieben Jahre später, nämlich ab 1986, wurde die Sprache auch tatsächlich unterrichtet. Damals wurde entschieden, dass Papiamentu täglich in der Schule unterrichtet werden sollte, der Hauptunterricht erfolgte allerdings auch weiterhin auf Niederländisch. Es gibt lediglich zwei Schulen, in denen der Unterricht ausschließlich auf Papiamentu erfolgt. 1990 gab es erneut eine Diskussion über die Einführung des Papiamentu als Unterrichtssprache in der Grundschule. Niederländisch sollte nur noch als Fremdsprache unterrichtet werden. Außer im Kindergarten, in der Grundschule und in den pädagogischen Akademien wird Papiamentu im Unterricht nicht verwendet. In den mittleren und höheren Schulen erfolgt der Unterricht auf Niederländisch. Ein Grund hierfür ist, dass sehr viele Studenten in den Niederlanden bzw. im benachbarten Südamerika studieren. Weitere Gründe, die Schulbildung auf Niederländisch beizubehalten, wären, dass Papiamentu eine Minderheitensprache ist und vielen Linguisten zufolge noch nicht weit genug ausgebildet ist, um eine Einführung als Unterrichtssprache zu rechtfertigen. Darüber hinaus scheitert das Vorhaben an den Kosten der Umstellung, an fehlendem Unterrichtsmaterial und am Mangel an gut ausgebildetem Lehrpersonal.

### Standardisierung und deren Probleme
Eines der Hauptprobleme der Standardisierung des Papiamentu bezieht sich auf die Loslösung Arubas aus dem Verband der Niederländischen Antillen 1986. Auf den ABC-Inseln gibt es keine kulturelle Homogenität. Auf Aruba gab es immer weniger Sklaven als auf Curaçao. Dadurch gibt es einen größeren Anteil weißer Bevölkerung. Außerdem pflegte Aruba immer einen intensiveren Kontakt zu den spanischsprachigen Nachbarländern und fühlt sich dadurch deren Kultur näher. Dadurch, dass Curaçao eine Vormachtstellung im Verband der niederländischen Antillen einnahm, hatten die Bewohner Arubas immer das Gefühl einer doppelten Abhängigkeit: einerseits von den Niederlanden und andererseits von Curaçao.
Diese Faktoren beeinflussten besonders die orthographische Norm des Papiamentu. So ist das Papiamentu auf Aruba nach wie vor durch eine stärker an das Spanische angelehnte Rechtschreibung geprägt. Man schreibt dort: falsifica (fälschen), falsificacion (Fälschung), conexion (Verbindung), scur (dunkel). Auf Curaçao hingegen lautet die Schreibweise: falsifiká, falsifikashon, konekshon, sukú.
Seit kurzer Zeit gibt es an der University of the Netherlands Antilles in Curaçao einen BA- und einen MA-Studiengang für Lehrer des Papiamentu. Damit wird sich die Situation ändern, dass viele Lehrer Papiamentu selbst nicht als Muttersprache sprechen, weil sie aus anderen Ländern (beispielsweise aus Suriname) stammen und Papiamentu sehr schlecht beherrschen. Unter anderem deswegen erfährt Papiamentu insbesondere seit den 1980er Jahren einen staatlich geförderten, gezielten Ausbau-, Normalisierungs- und Standardisierungsprozess.

## Zukunftsperspektiven
Papiamentu befindet sich derzeit in einer Phase des Ausbaus. Eine Sprache, die sich noch in Entwicklung befindet, ist immer besonderen Gefahren ausgesetzt. Einmal abgesehen von den beiden verschiedenen Schreibweisen der ohnehin kleinen Sprache, droht vor allem Gefahr von einem „niederländisch-intellektuellen“ Papiamentu. Diese Bedrohung geht von Sprechern aus, die im Mutterland studiert haben und sich das Niederländische angeeignet haben. Sie lassen unbewusst niederländische Syntax, Grammatik und Wortschatz in ihre Muttersprache einfließen. Auch jene Linguisten, die sich mit dem Papiamentu befassen, lassen oft unbewusst solche Ausdrücke in ihre Arbeiten einfließen, da diese Wissenschaftler meist Niederlandisten oder Hispanisten sind. Auch in den Zeitungen der ABC-Inseln sind des Öfteren so genannte „Barbarismen“ zu finden, wie Halbbildungen oder Verwechslungen, die auf Nederlandismen, Anglizismen und Hispanismen zurückzuführen sind.
Durch das immer größer werdende wissenschaftliche Interesse sowie die Unterstützung von nationalen und internationalen Kreolisten bestehen gute Chancen, die Standardisierung des Papiamentu erfolgreich abzuschließen und es endgültig zur Nationalsprache der ABC-Inseln zu machen. Im Jahr 2004 fand in Curaçao die erste große Konferenz zu Kreolsprachen statt (Curaçao Creole Conference).